# Zentrale Sensitivierung
Das Konzept der Zentralen Sensitivierung (ZS) beschreibt die veränderte Aktivität der Neuronen, die im Zentralen Nervensystem Schmerz verarbeiten, wodurch Schmerzen verstärkt werden (Hyperalgesie) und auch normalerweise nicht-schmerzhafte Reize wie Berührungen Schmerz auslösen (Allodynie).
Die Prozesse der ZS unterliegen komplexen Anpassungen. So kann eine verstärkte Erregung der Schmerz auslösenden Sensorzellen (Nozizeptoren) etwa an der Haut oder einem inneren Organ im Rückenmark zu lang andauernden oder sogar chronischen Überaktivitäten führen, die dann die Ursache chronischer Schmerzen sein können. Dieser Effekt wird auch sekundäre Hyperalgesie (sekundäre Schmerzüberempfindlichkeit) genannt.
Eine anhaltende pathologische ZS trägt wahrscheinlich bei verschiedenen Krankheiten zur Aufrechterhaltung chronischer Schmerzen bei. Dazu gehören die Rheumatoide Arthritis und die Arthrose, Fibromyalgie, Kopfschmerzen, Neuropathische Schmerzen, komplexe regionale Schmerzsyndrome und Schmerzen nach einer Operation.

## Belege
1. ↑  H. Beck u. a. (Hrsg.):  Schmerztherapie, Georg Thieme Verlag, Stuttgart 2002, ISBN 9783131148810, S. 15f u. 45f, Vorschau Google Books.
2. ↑  Clifford J. Woolf: Central sensitization: Implications for the diagnosis and treatment of pain. In: Pain. Band 152, Supplement, März 2011, ISSN 0304-3959, S. S2–S15, doi:10.1016/j.pain.2010.09.030, PMID 20961685, PMC 3268359 (freier Volltext) – (wkhealth.com [abgerufen am 6. Juni 2018]).
Alban Latremoliere, Clifford J. Woolf: Central Sensitization: A Generator of Pain Hypersensitivity by Central Neural Plasticity. In: The Journal of Pain. Band 10, Nr. 9, September 2009, ISSN 1526-5900, S. 895–926, doi:10.1016/j.jpain.2009.06.012, PMID 19712899, PMC 2750819 (freier Volltext) – (elsevier.com [abgerufen am 6. Juni 2018]).
3. ↑  M. M. Volcheck, S. M. Graham, K. C. Fleming, A. B. Mohabbat, C. A. Luedtke: Central sensitization, chronic pain, and other symptoms: Better understanding, better management. In: Cleveland Clinic journal of medicine. Band 90, Nummer 4, April 2023, S. 245–254, doi:10.3949/ccjm.90a.22019, PMID 37011956 (Review).